# 9555 Фреякоха
9555 Фреякоха (9555 Frejakocha) — астероїд головного поясу, відкритий 2 квітня 1986 року.
Тіссеранів параметр щодо Юпітера — 3,535.